# روژنوف پود رادهوشتیم
روژنوف پود رادهوشتیم (به چکی: Rožnov pod Radhoštěm) یک منطقهٔ مسکونی و شهرستان دارای شهرک سابقاً روستا در جمهوری چک است که در ناحیه وستین واقع شده‌است. روژنوف پود رادهوشتیم ۱۷٬۲۷۶ نفر جمعیت دارد.